# فوتزا
فوتزا (به ایتالیایی: Foza) یک کومونه در ایتالیا است که در استان ویچنزا واقع شده‌است.

## خصوصیات
فوتزا ۳۵ کیلومترمربع مساحت و ۷۰۲ نفر جمعیت دارد و ۱٬۰۸۳ متر بالاتر از سطح دریا واقع شده‌است.

## خواهرخوانده
شهرهای Sinnai، نویفارن این نیدربایرن و تمپیو پاوزانیا خواهرخوانده‌های فوتزا هستند.